# هروه میلازو
هروه میلازو (انگلیسی: Hervé Milazzo؛ زادهٔ ۲۶ آوریل ۱۹۷۵) بازیکن فوتبال اهل فرانسه است.